# قائمة رؤساء وزراء اتحاد البوسنة والهرسك
تعرض القائمة التالية قائمة بجميع رؤساء وزراء اتحاد البوسنة والهرسك، وهُو المنصب الذي يُمثل رئيس حكومة اتحاد البوسنة والهرسك [الإنجليزية].

## رؤساء وزراء اتحاد البوسنة والهرسك (1994 حتى الآن)
حزب العمل الديمقراطي (البوسنة) (SDA)

  الاتحاد الديمقراطي الكرواتي للبوسنة والهرسك (HDZ BiH)

  الحزب الديمقراطي الاجتماعي للبوسنة والهرسك (SDP BiH)
| رقم | الصورة | الاسم (تاريخ الميلاد)                          | الأصل العرقي | فترة تولي المنصب | فترة تولي المنصب  | الحزب                                       |
| --- | ------ | ---------------------------------------------- | ------------ | ---------------- | ----------------- | ------------------------------------------- |
| 1   |        | حارث سيلايديتش (1945–)                         | البوشناق     | 31 مايو 1994     | 31 يناير 1996     | حزب العمل الديمقراطي                        |
| 2   |        | Izudin Kapetanović (1953–)                     | البوشناق     | 31 يناير 1996    | 18 ديسمبر 1996    | حزب العمل الديمقراطي                        |
| 3   |        | Edhem Bičakčić (1952–)                         | البوشناق     | 18 ديسمبر 1996   | 10 يناير 2001     | حزب العمل الديمقراطي                        |
| —   |        | دراغان كوفيتش (1956–) شغل المنصب بشكل مُؤقت     | الكروات      | 10 يناير 2001    | 12 مارس 2001      | الاتحاد الديمقراطي الكرواتي للبوسنة والهرسك |
| 4   |        | علي عزت بهمن (1940–2018)                       | البوشناق     | 12 مارس 2001     | 14 فبراير 2003    | الحزب الديمقراطي الاجتماعي للبوسنة والهرسك  |
| 5   |        | أحمد هادزيباستش (1952–2008)                    | البوشناق     | 14 فبراير 2003   | 30 مارس 2007      | حزب العمل الديمقراطي                        |
| 6   |        | نجاد برانكوفيتش ‏ (1962–)                       | البوشناق     | 30 مارس 2007     | 27 مايو 2009      | حزب العمل الديمقراطي                        |
| —   |        | Vjekoslav Bevanda (1956–) شغل المنصب بشكل مُؤقت | الكروات      | 27 مايو 2009     | 25 June 2009      | الاتحاد الديمقراطي الكرواتي للبوسنة والهرسك |
| 7   |        | مصطفى موزينوفتش (1954–2019)                    | البوشناق     | 25 June 2009     | 17 مارس 2011      | حزب العمل الديمقراطي                        |
| 8   |        | نرمين نيكشيتش ‏ (1960–)                         | البوشناق     | 17 مارس 2011     | 31 مارس 2015      | الحزب الديمقراطي الاجتماعي للبوسنة والهرسك  |
| 9   |        | فاضل نوفاليتش (1959–)                          | البوشناق     | 31 مارس 2015     | يشغل المنصب حاليا | حزب العمل الديمقراطي                        |